# Płetwal karłowaty
Płetwal karłowaty (Balaenoptera acutorostrata) – gatunek ssaka morskiego z rodziny płetwalowatych (Balaenopteridae).

## Taksonomia
Gatunek po raz pierwszy zgodnie z zasadami nazewnictwa binominalnego opisał w 1780 roku duński zoolog Otto Fabricius nadając mu nazwę Balæna rostrata, lecz nazwa ta była zajęta przez Balæna rostrata P.L.S. Müller, 1776 (obecnie Hyperoodon ampullatus). Następną dostępną nazwą była Balænoptera acuto-rostrata, którą ukuł w 1804 roku francuski przyrodnik Bernard Germain de Lacépède. Holotyp pochodził z obszaru wokół portu Cherbourg-Octeville, w departamencie Manche, we Francji. Opis okazu typowego oparty na ogólnych relacjach różnych autorów i opisie młodego osobnika, który w 1791 roku został wyrzucony na brzeg niedaleko Cherbourga-Octeville’a. Podgatunek po raz pierwszy zgodnie z zasadami nazewnictwa binominalnego opisał w 1872 roku amerykański wielorybnik i przyrodnik Charles Melville Scammon nadając mu nazwę Balaenoptera Davidsoni, lecz nazwa ta była zajęta przez Eschrichitus davidsonii Cope, 1872 (obecnie Balaenoptera davidsonii). Nową nazwę  Balaenoptera acutorostrata scammoni utworzył w 1984 roku amerykański paleontolog Thomas A. Deméré. Okaz typowy pochodził z cieśniny Admiralty Inlet, z Puget Sound, w stanie Waszyngton, w Stanach Zjednoczonych. Okazem typowym była czaszka i kawałek fiszbinu dorosłej samicy (numer katalogowy USNM 12177) zebrana w październiku 1870 roku przez Scammona.
Chociaż wiadomo, że różne populacje płetwali karłowatych występują w różnych basenach oceanicznych, do lat 90. XX wieku oficjalnie uznawano tylko jeden, kosmopolityczny gatunek. W przeglądzie taksonomicznym z 1998 roku wykazano, że populacja większych osobników B. acutorostrata żyjąca w regionach położonych na dużych szerokościach geograficznych Oceanu Południowego powinna zostać oddzielona na podstawie danych genetycznych i morfologicznych, i przypisana do B. bonaerensis, których osobniki są wyraźnie większe niż B. acutorostrata i ogólnie sympatryczne z nienazwaną formą na półkuli południowej. Autorzy Illustrated Checklist of the Mammals of the World rozpoznają dwa podgatunki.

### Etymologia
- Balaenoptera: rodzaj Balaena Linnaeus, 1758 (wal); gr. πτερον pteron „płetwa”[34].
- acutorostrata: łac. acutus „ostro zakończony”, od acuere „wyostrzyć do punktu”[35]; rostratus „dziobaty, wielkodzioby”, od rostrum „dziób”[36].
- scammoni: Charles Melville Scammon (1825–1911), amerykański wielorybnik, przyrodnik i pisarz[25].

## Zasięg występowania
Płetwal karłowaty występuje we wszystkich oceanach świata zamieszkując w zależności od podgatunku:
- B. acutorostrata acutorostrata – północny Ocean Atlantycki.
- B. acutorostrata scammoni – północny Ocean Spokojny.

Nienazwana forma występuje na półkuli południowej.

## Morfologia
Długość ciała 650–880 cm; masa ciała 2000–2700 kg. Występuje dymorfizm płciowy – dorosłe samice są nieco większe od dorosłych samców. Całkowita długość ciała po osiągnięciu dojrzałości fizycznej waha się w zależności od regionu oceanu: 850 cm (samice) i 790 cm (samce) w północnym Oceanie Spokojnym; 850–880 cm (samice) i 780–820 cm (samce) na północnym Oceanie Atlantyckim; i 700 cm (samice) i 650 cm (samce) w Oceanie Południowym. Noworodki osiągają długość ciała około 220 cm przy ciężarze około 350 kg. Płetwal karłowaty ma potężne ciało. Jest mniejsze, ale masywniejsze niż u innych płetwalowatych. Ciemnoszary grzbiet na bokach przechodzi w jaśniejszy brzuch. U samców widać za głową zygzakowate, jasne pręgi ciągnące się wzdłuż grzbietu. Płetwa ogonowa jest szeroka i kończy się dwoma spiczastymi rogami, grzbietowa wyrasta z tylnej połowy grzbietu i ma lekko sierpowaty kształt. Spiczaste płetwy przednie osiągają długość ok. metra. Przez biaława spodnią stronę ciała przebiega od brody po brzuch około 60 podłużnych rys. Umożliwiają one rozciąganie skóry, kiedy płetwal nabiera kilka metrów sześciennych wody podczas łapania pożywienia. Rozciągają się również mięśnie podskórne. Ze szczęk płetwala karłowatego wystaje od 240 do 360 fiszbinów.

## Ekologia

### Pożywienie
Zdobywa pokarm tak, jak pozostałe płetwalowate – otwiera szeroko pysk i nabiera wielką ilość wody pełnej planktonu, drobnych skorupiaków lub małych ryb. Potem cała woda zostaje wypchnięta na zewnątrz, a na fiszbinach pozostaje pożywienie. Mają one skraje lamowane wyrostkami i znajdują się tylko w górnej szczęce.
W odróżnieniu od innych wielorybów, płetwale karłowate poszukując pożywienia nie nurkują zbyt głęboko i pozostają pod powierzchnią tylko kilka minut.

### Rozmnażanie

Porównanie płetwala karłowatego i człowieka

Płetwal karłowaty dojrzewa, gdy osiągnie określoną wielkość. W północnych populacjach jest to długość 7,5 m dla samca i 7 m dla samicy. Populacje żyjące na półkuli południowej muszą osiągnąć większe wymiary.
Dziś potrzebną długość osiągają coraz młodsze zwierzęta niż kiedyś, ponieważ obniżenie liczebności tych płetwali doprowadziło do tego, że dla pozostałych jest w oceanach o wiele więcej pożywienia niż kilkadziesiąt lat temu.
Płetwal karłowaty parzy się w zimie. Samice po prawie jedenastomiesięcznej ciąży rodzą jedno młode, które waży ok. 450 kg. Młode pozostaje z matką przez pięć miesięcy i dzięki bardzo pożywnemu mleku wielorybiemu szybko przybywa na wadze.

## Płetwal karłowaty i ludzie

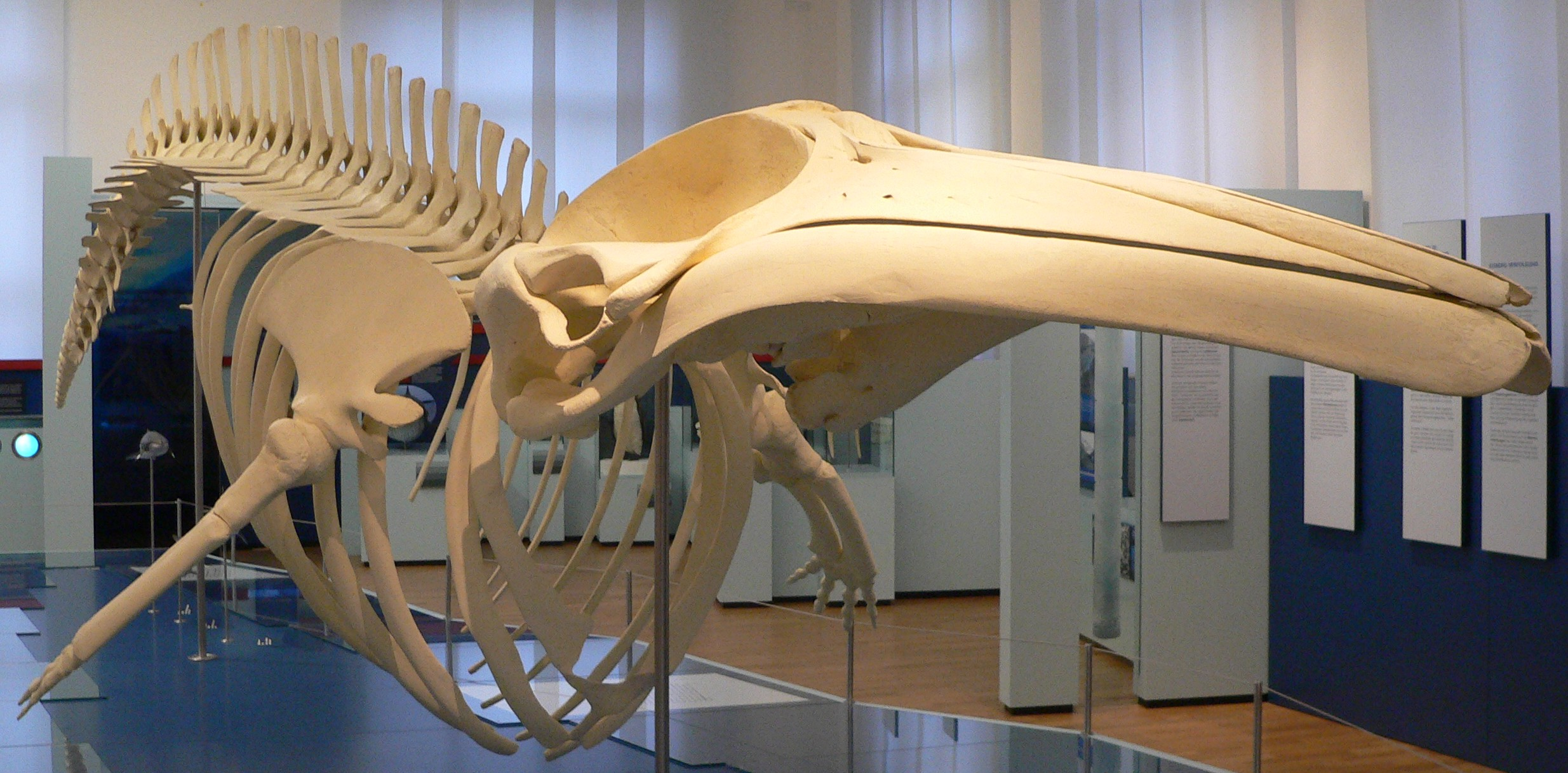
Szkielet płetwala karłowatego w Museum Koenig w Bonn

Niegdyś wielorybnicy nie stanowili dla tego płetwala żadnego zagrożenia, ponieważ był zbyt mały. W połowie XX w., kiedy inne gatunki wielorybów zostały prawie wytępione, stał się głównym przedmiotem zainteresowań wszystkich flotylli wielorybniczych. W związku ze swą ciekawością i małymi wymiarami płetwal karłowaty stał się łatwym łupem. W latach 70. w następstwie polowań jego liczebność dramatycznie spadła.

## Status zagrożenia
W Czerwonej księdze gatunków zagrożonych Międzynarodowej Unii Ochrony Przyrody i Jej Zasobów został zaliczony do kategorii LC (ang. least concern „najmniejszej troski”).